# 卡雷尔·阿佩尔
卡雷尔·阿佩尔（荷蘭語：Christiaan Karel Appel；1921年4月25日—2006年5月3日），又译作卡·阿贝尔、卡尔·阿裴尔，是荷兰当代的一位画家、雕塑家与诗人。卡雷尔·阿佩尔从14岁开始绘画，并于20世纪40年代前往阿姆斯特丹视觉艺术皇家学院学习。他也是1948年欧洲先锋派运动的筹划人之一。

## 童年
卡雷尔·阿佩尔出生于1921年4月25日。他的父亲约翰·阿佩尔是生活在社会底层的一名理发师，母亲是法国雨格诺教徒的后裔。卡雷尔·阿佩尔有3个兄弟。
14岁时，卡雷尔·阿佩尔开始了他的首次真正意义上的绘画创作：一篮水果。在他15岁生日时，其富有的叔叔卡雷尔·谢瓦利埃送给了他一套颜料和画架。

## 逝世

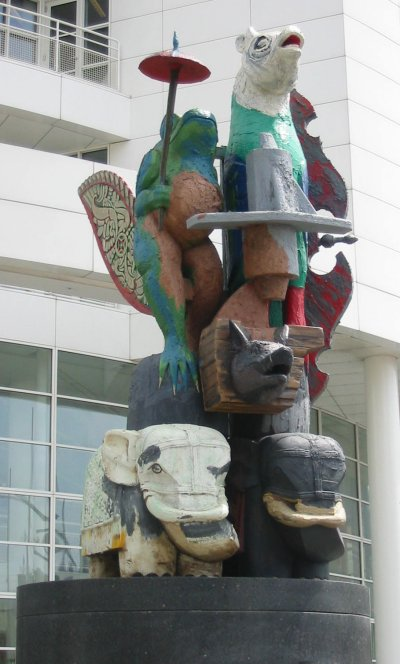
位于海牙的一件卡雷尔·阿佩尔雕塑作品

卡雷尔·阿佩尔因心脏病于2006年5月3日在他在瑞士苏黎世的家中逝世。
他在2006年5月16日被埋葬于法国巴黎的拉雪兹神父公墓。

在他去世的前一年，他成立了卡雷尔·阿佩尔基金会，目的是“维护阿佩尔的作品，推动公众对卡雷尔·阿佩尔及其工作的认识，并监督绘画作品目录的公布。”。.

## 拓展阅读
- Appel, Karel: Psychopathological Notebook. Drawings and Gouaches 1948–1950. Bern - Berlin: Verlag Gachnang & Springer, 1999. ISBN 978-3-906127-57-6
- Tapié, Michel; Amsterdam (Netherlands). Stedelijk Museum. Karel Appel (Publisher: Amsterdam, author, 1955) OCLC 11554905 (Worldcat link:  （页面存档备份，存于）)